# Patrick Meersschaert
Patrick Meersschaert (12 november 1959 - Gent, 18 december 2010) was een Belgisch motorcrosser en mountainbiker uit Sint-Gillis-Waas. 

## Levensloop
In de jaren 80 was hij een motorcrosser, maar door een schouderblessure, die hij opliep in 1988 moest hij noodgedwongen hiermee ophouden. Hij kon het sporten niet laten, en aangemoedigd door een vriend begon hij te mountainbiken in 1990. Hij was in drie opeenvolgende jaren (2005, 2006 en 2007) wereldkampioen  in de discipline cross country (XC) bij de +45-jarigen (masters).
Naast het mountainbiken was hij beroepshalve leraar economie in het Sint-Jozef-Klein-Seminarie te Sint-Niklaas. In zijn gemeente, Sint-Gillis-Waas was hij deskundige in de sportraad en organiseerde o.a. mountainbikewedstrijden. In Sint-Gillis-Waas werd hij in 2006 bekroond tot sportfiguur van de voorbije twee jaar.
Eind augustus 2009 werd Meersschaert geveld door een hartstilstand. Hij lag enkele maanden in coma, tot december 2009. Zijn gezondheidstoestand was zeer wisselvallig, en hij overleed een jaar later door longproblemen in een ziekenhuis te Gent. Hij was kleurenblind.
In 2011 werd te Sint-Gillis-Waas een mountainbikepark naar hem vernoemd. Ook vindt er jaarlijks de 'Memorial Patrick Meerschaert' plaats in De Klinge.

## Palmares

### Motocross
- 1982
  - geselecteerd voor het WK 250cc.

### Mountainbike

#### Belgisch Kampioenschap
| Jaar       | Plaats  | Resultaat       |
| ---------- | ------- | --------------- |
| 2000       |         | 2de             |
| 2001       |         | 1ste            |
| 2002- 2006 |         | geen informatie |
| 2007       | Eijsden | 1ste            |
| 2008       |         | 2de(Marathon)   |
| 2008       |         | 1ste(XC)        |

#### Europese kampioenschappen
| Jaar       | Plaats       | Resultaat       |
| ---------- | ------------ | --------------- |
| 1994       | Métabief     | 11de            |
| 1995- 2004 |              | geen informatie |
| 2005       |              | 3de             |
| 2006       | Commezzadura | 3de             |
| 2007       |              | 2de             |

#### Wereldkampioenschappen
| Jaar | Plaats    | Resultaat |
| ---- | --------- | --------- |
| 2001 | Bromont   | 3de       |
| 2002 | Bromont   | 11de      |
| 2003 |           | 3de       |
| 2004 |           | pech      |
| 2005 | Sun Peaks | 1ste      |
| 2006 | Sun Peaks | 1ste      |
| 2007 | Pra Loup  | 1ste      |
| 2008 | Pra Loup  | 14de      |

De wedstrijden zijn allemaal Cross Country (XC)
- 1994
  - 11de master op het EK te Métabief in Frankrijk.
- 2000
  - 1ste PK
  - 1ste beker van België
  - 2de BK
  - 3de wereldbeker masters te Houffalize in België
- 2001
  - 2de Eiffelmarathon
  - 1ste BK
  - 3de WK te Bromont in Canada
- 2002
  - 3de WK marathon te Kaprun in Oostenrijk
  - 11de WK te Bromont in Canada
  - 5de wereldbeker te Houffalize in België na een val
  - 1ste MTB marathon in Sankt Wendel (110 km; 16de overall)
  - 1ste Vulkanbike marathon in Daun (120 km, 13de in de rangschikking)
- 2003
  - 3de WK
- 2005
  - 1ste WK cross-country 45-49 te Sun Peaks in Canada
  - 3de EK
  - 3de wereldbeker te Spa in België
- 2006
  - 1ste in de tweede manche van de Eifel-Mosel-Cup, met 3.30 min voorsprong op de tweede master
  - 3de EK te Commezzadura in Italië
  - 1ste WK cross-country 45-49 te Sun Peaks in Canada
- 2007
  - 2de EK voor Masters in Italië (achter Natale Bettineschi)
  - 1ste WK cross-country 45-49 te Pra Loup